# Leipzig (Schiff, 1918)
Die zweite Leipzig war ein Kleiner Kreuzer der Kaiserlichen Marine. Diese sollte als fünftes Schiff Cöln-Klasse zum Einsatz kommen. Der Name wurde zur Erinnerung an den beim Seegefecht bei den Falklandinseln versenkten Kleinen Kreuzer Leipzig gewählt. Mangels Material und Personal wurde der Bau sieben Monate vor seiner Fertigstellung gestoppt. Am 17. November 1919 wurde die Leipzig aus der Liste der Kriegsschiffe gestrichen. 1921 wurde das Schiff verkauft und abgebrochen.